# Hofpartei (Schweden)
Die Hofpartei (schwedisch Hovpartiet) war eine politische Partei im Schweden der so genannten Freiheitszeit (1719–1772), die dem König mehr Einfluss zu verschaffen suchte.

## Gründung
König Friedrich I. plante im Zusammenhang mit dem Ständereichstag von 1723 eine Ausweitung seiner Macht gegenüber den etablierten Parteien des Parlamentes, und so bildete sich aus seinen Sympathisanten eine Gruppierung, die der späteren Hofpartei ähnelte. Da der König beim genannten Reichstag keines seiner Ziele durchsetzen konnte, zerfiel diese Vereinigung aber wieder recht schnell.
Erst nach dem Thronwechsel von 1751 bildete sich die Hofpartei zur Unterstützung des neuen Königs Adolf Friedrich und dessen Gemahlin Luise Ulrike, einer Schwester des preußischen Königs Friedrich II. Das Paar hatte sich vor der Thronbesteigung in der politischen Nähe der Hutpartei (Hattarne) gehalten und unklare Versprechen über erweiterte Macht erhalten, doch schon vor dem Tode Friedrichs I. war diese Freundschaft abgekühlt, da es sich zeigte, dass die Hutpartei die Regierungsform nicht ändern wollte bzw. konnte.
Die Hofpartei bestand, wie die meisten Hofparteien, anfänglich aus den nächsten Freunden des Königspaares, darunter mehrere Mitglieder der schwedischen Hocharistokratie, wie die Grafen Erik Brahe, Thure Gabriel Bielke und Johan Ludvig Hård oder der Freiherr Erik Wrangel. Dazu kamen einige Personen aus literarischen und künstlerischen Kreisen, die aufgrund des starken Kunstinteresses der Königin gewonnen werden konnten, wie z. B. der Dichter Olof von Dalin. Später schlossen sich auch Offiziere und Verwaltungspersonen an, die sich mit den etablierten Parteien verworfen hatten oder die sich als Mitglieder der Hofpartei persönliche Vorteile erhofften. Eine tiefere Verflechtung mit einem der Stände existierte nicht, auch wenn der neue König anfänglich mit Sympathie empfangen wurde und in Teilen der Bauernschaft eine neue royalistische Bewegung entflammte.
Die Hofpartei war nicht vergleichbar mit den zwei großen Parteien, den Hüten und Mützen. Ihr fehlte auch ein Programm bezüglich Außenpolitik und Ökonomie. Es existierte nur eine prinzipiell ablehnende Haltung gegenüber der parlamentarischen Verfassung und das Bestreben, die Königsmacht zu stärken. In diesem Rahmen waren die Meinungen recht unterschiedlich. Einige wollten dem König nur etwas mehr Einfluss geben bei der Vergabe von Aufträgen oder der Bestimmung von Staatsausgaben, und andere unterstützten die Träume der Königin von unbegrenzter Macht.

## Politische Entwicklung
Beim Ständereichstag von 1751/52 konnte die Partei einige Vorteile für das Königspaar erzielen, doch eine grundlegende Verschiebung der Machtverhältnisse kam nicht zustande. Danach spitzte sich der Konflikt zwischen der Hofpartei und der Hutpartei, die gerade den größten Einfluss im Parlament hatte, immer weiter zu. Er kulminierte 1756 im missglückten Staatsstreich von Luise Ulrikes nächsten Verbündeten, bei dem die Umsturzpläne frühzeitig aufgedeckt wurden. Mehrere hohe Mitglieder der Hofpartei bezahlten diesen Versuch mit ihrem Leben auf dem Schafott oder wurden zur Emigration gezwungen. Die Königin selbst erhielt eine ernste Ermahnung vom Parlament.
Nach einer Zeit der Ohnmacht trat die Hofpartei in den 1760er Jahren wieder öffentlich auf. Politische Unterstützung holte sie sich von der jeweiligen großen Oppositionspartei im Reichstag. Ab 1766 trat Kronprinz Gustav als Repräsentant der Hofpartei immer stärker in Erscheinung. Den höchsten Parteiposten im Parlament hatte zu dieser Zeit Oberst Fredrik Carl Sinclair inne, der später auch Reichsrat wurde. Die Entwürfe der Partei für eine Umarbeitung der Verfassung in Richtung einer Monarchie entstanden unter großer Geheimhaltung.
Mit König Gustavs Putsch am 19. August 1772 waren die radikalsten Forderungen der Hofpartei erfüllt. Damit verlor sie aber auch ihre Existenzberechtigung, was zur Auflösung führte.